# Verdabbio
Verdabbio (toponimo italiano; in lombardo Verdabi) è una frazione di 163 abitanti del comune svizzero di Grono, nella regione Moesa (Canton Grigioni).

## Geografia fisica
Verdabbio è situato in Val Mesolcina, sulla sponda destra della Moesa; dista 17 km da Bellinzona e 108 km da Coira. Il punto più elevato di Verdabbio è la cima del Piz de Groven (2 694 m s.l.m.), che segna il confine con Cauco e Lostallo.

## Storia
Già comune autonomo che si estendeva per 13,13 km² e che comprendeva anche la frazione di Piani di Verdabbio, il 1° gennaio 2017 è stato al comune di Grono assieme all'altro comune soppresso di Leggia.

## Monumenti e luoghi d'interesse
- Chiesa parrocchiale cattolica di San Pietro, attestata dal 1219 e ampliata nel XVII secolo[1].

## Società

### Evoluzione demografica
L'evoluzione demografica è riportata nella seguente tabella:
Abitanti censiti

## Infrastrutture e trasporti
L'uscita autostradale più vicina è Roveredo (4,5 km), sulla A13/E43. Verdabbio è servito dalla stazione ferroviaria Piani di Verdabbio della Ferrovia Mesolcinese (linea Castione-Cama), in disuso.